# Prognathodon
Il prognatodonte (gen. Prognathodon) è un rettile marino estinto, appartenente ai mosasauri. Visse nel Cretaceo superiore (Campaniano – Maastrichtiano, 80-70 milioni di anni fa). I suoi resti sono stati ritrovati in Europa, Nordamerica, Israele, Giordania, Africa e Nuova Zelanda.

## Descrizione

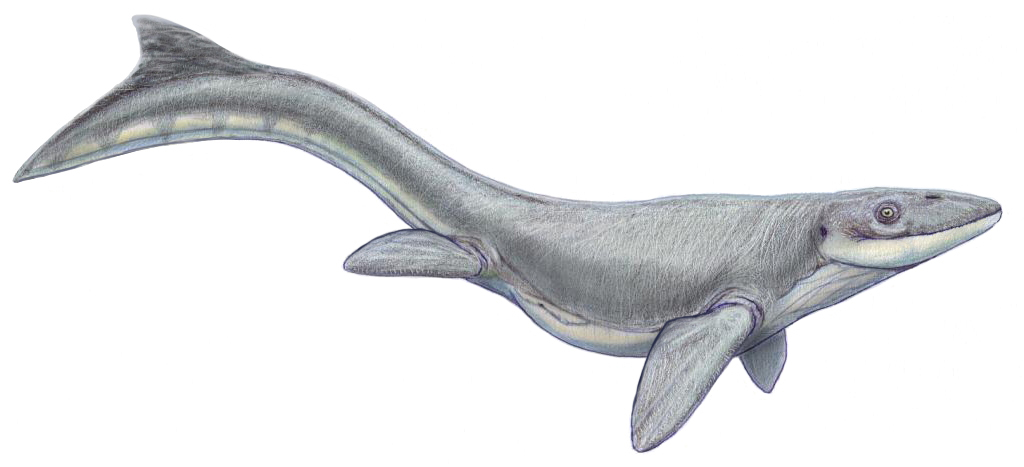
Restauro di P. lutugini.

Tipico rappresentante dei mosasauri, il prognatodonte possedeva un corpo relativamente allungato ma robusto, e ben adattato alla vita marina. Le zampe erano trasformate in strutture simili a pagaie, mentre la coda era allungata e compressa lateralmente. Il cranio, al contrario di gran parte dei mosasauri, era piuttosto corto e massiccio, dotato di mascelle robuste e di un muso allargato. I denti erano insolitamente corti e robusti, di forma conica e, in alcuni casi, dotati di striature longitudinali. I denti anteriori, in particolare, sporgevano dalla mascella (da qui il nome Prognathodon). Alcune specie di questo rettile marino erano lunghe tra i 6 e i 14 metri, e sono considerate fra i più grandi mosasauri.
Uno studio effettuato su un esemplare giovane di Prognathodon (precedentemente noto come Tenerasaurus) ha messo in luce particolari dei tessuti molli: le zampe simili a pagaie erano dotate di lobi espansi alle estremità posteriori e, soprattutto, era presente una coda bilobata simile a quella degli squali, ma con il lobo inferiore molto più lungo. Il lobo superiore era privo di ossa (Lindgren et al., 2013).

## Classificazione

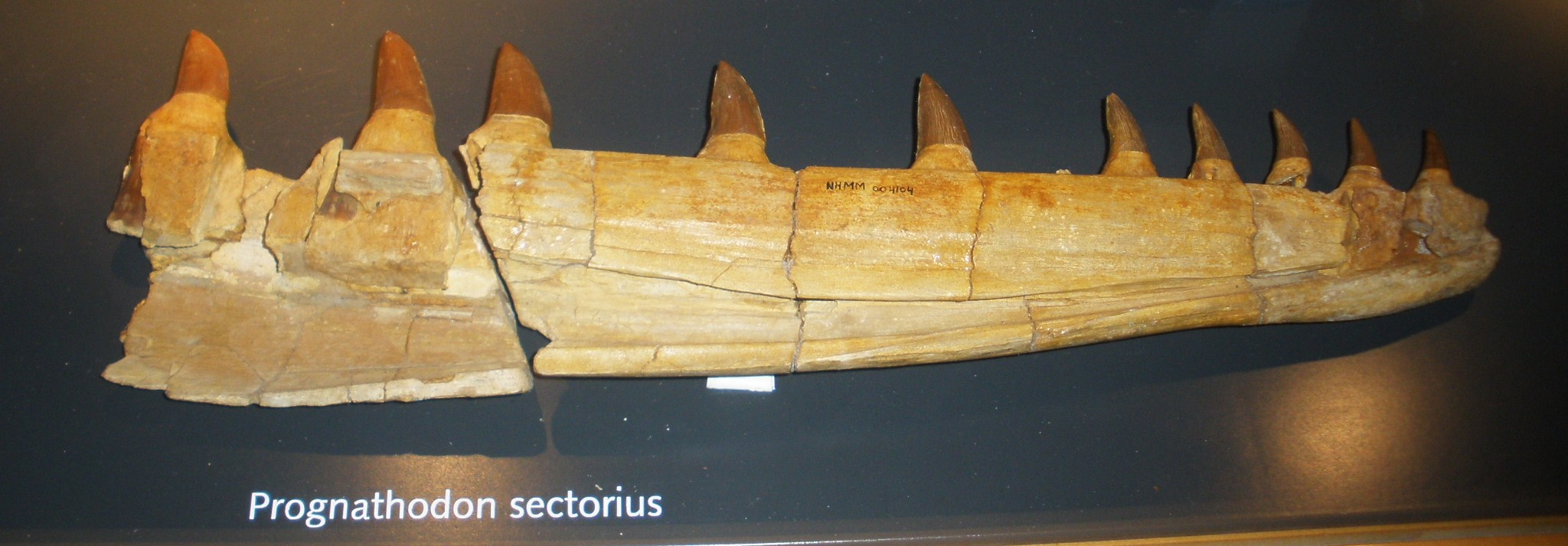
Mandibola di Prognathodon sectorius

Il prognatodonte era senza dubbio un rappresentante dei mosasauridi, ma non è certa la sottofamiglia a cui apparteneva. Alcuni studiosi ritengono che fosse un parente dello stesso Mosasaurus, mentre altri lo considerano una forma gigante della sottofamiglia Plioplatecarpinae. È stato inoltre ipotizzato che il prognatodonte fosse in qualche modo ancestrale ai mosasauri durofagi Globidens e Carinodens.

### Specie

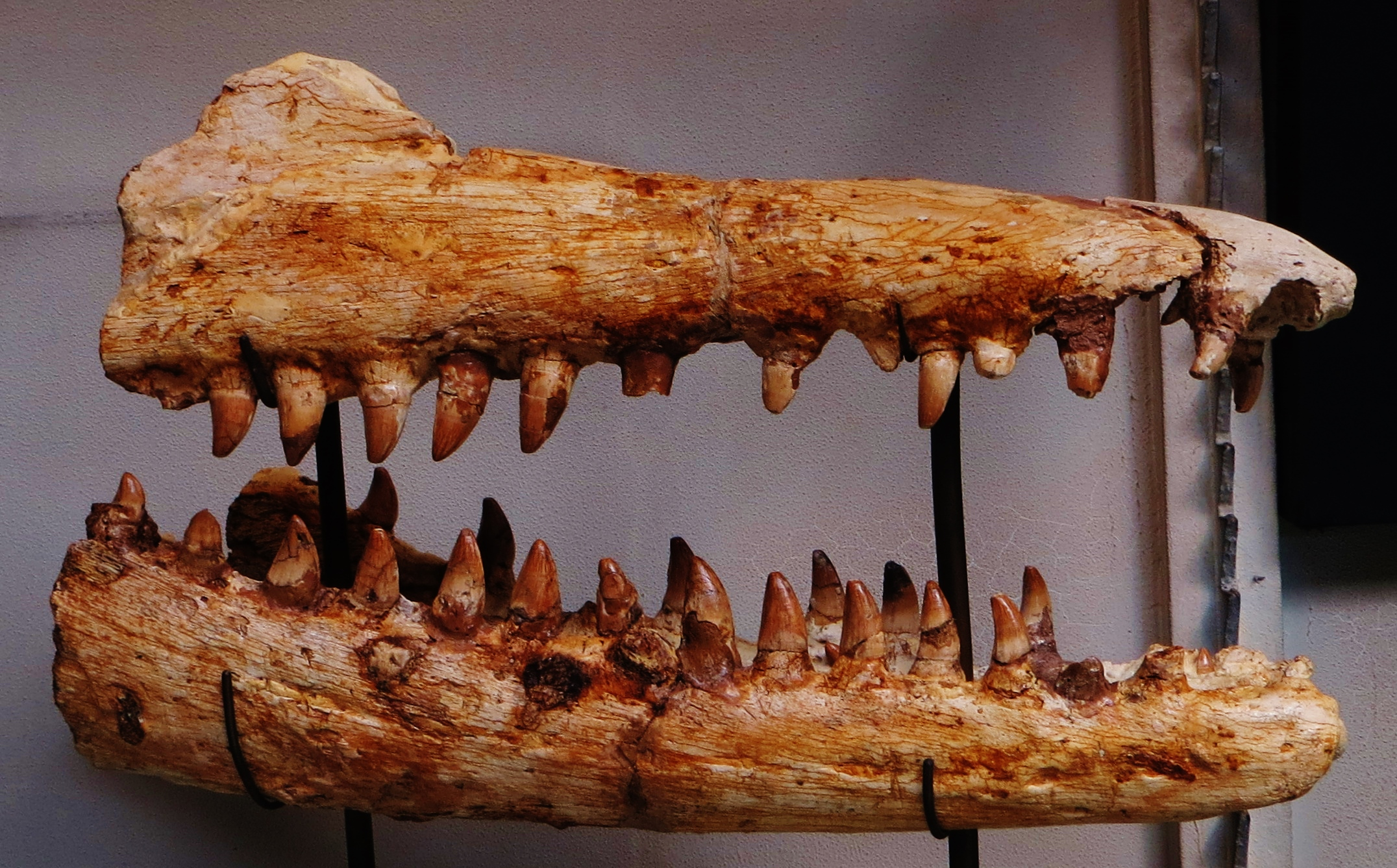
Fauci di Prognathodon compressidens

Di questo genere sono note numerose specie, i cui resti fossili sono stati ritrovati in varie parti del mondo. La specie tipo, Prognathodon solvayi, è stata descritta da Louis Dollo nel 1889 ed è basata su resti di un esemplare di media lunghezza (sei metri) rinvenuto in Belgio. Un'altra specie europea è P. giganteus, dotata di un cranio lungo 85 centimetri, ma ancora più grande doveva essere P. saturator, proveniente dai Paesi Bassi e lunga circa 14 metri per 39 tonnellate di peso. Dal Campaniano della Francia proviene P. compressidens. In Nordamerica era comune P. overtoni, sprovvisto dei tipici denti all'infuori caratteristici delle altre specie. In Israele è stato ritrovato P. currii, lungo circa 11 metri e dotato di mascelle che lo denotavano come un superpredatore di vertebrati marini. Le specie P. waiparaensis e P. kianda sono state ritrovate rispettivamente in Nuova Zelanda e in Angola. P sectorius, conosciuto principalmente per mandibole e denti ritrovati in New Jersey e in Olanda, è a volte attribuito al genere Liodon. In Giordania, infine, sono stati rinvenuti P. hudae (dalla dentatura particolarmente adatta a frantumare) e P. primus, che rappresenta il primo cranio di mosasauro in Medioriente.

## Stile di vita

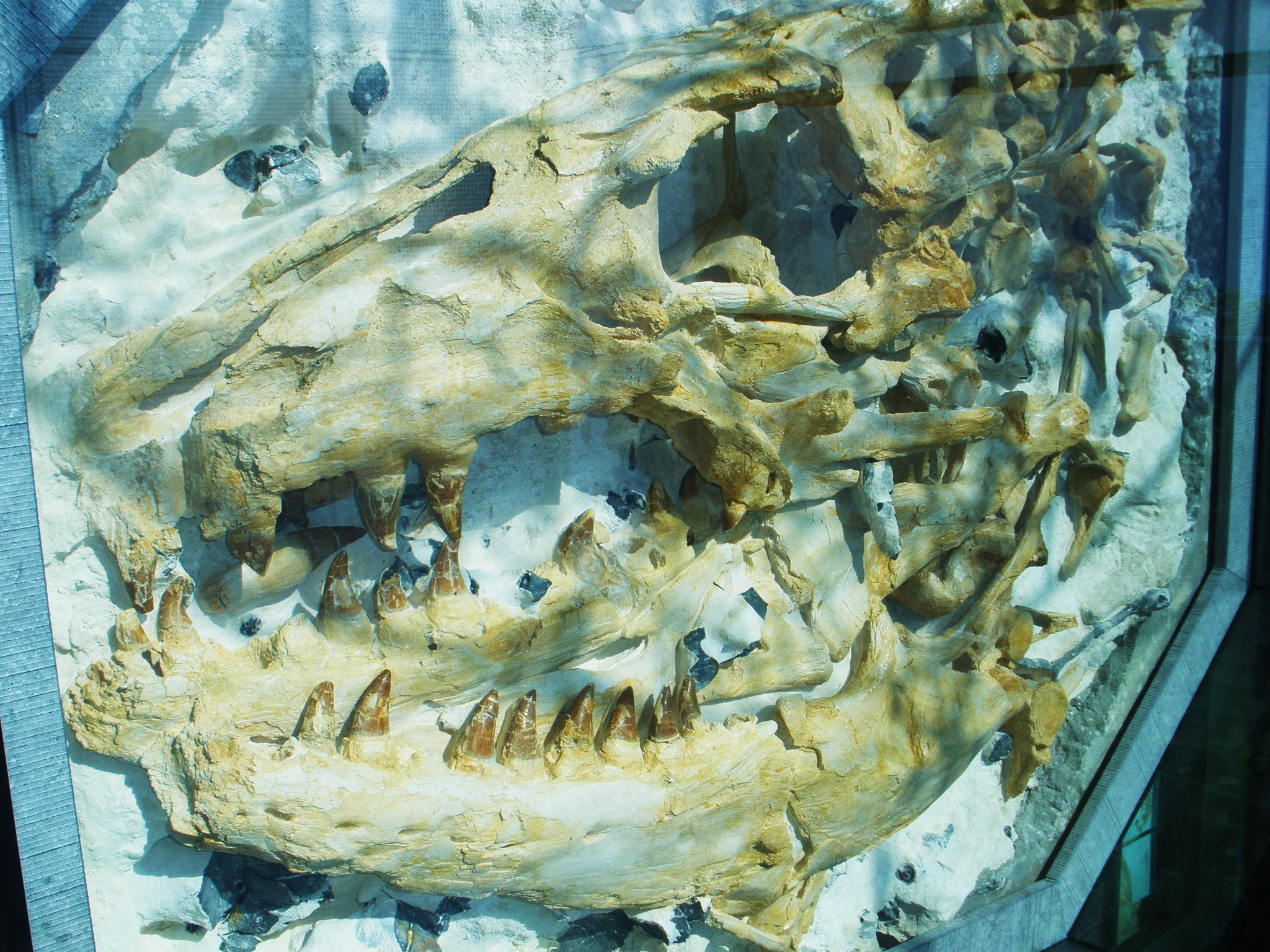
Cranio di Prognathodon saturator

I denti grossi e conici di questo grande mosasauro hanno portato alcuni paleontologi a ipotizzare che il prognatodonte fosse un abitante di fondale, che si cibava di molluschi dal guscio particolarmente duro. Nonostante le dimensioni, quindi, è possibile che non fosse un predatore particolarmente attivo ma conducesse uno stile di vita caratterizzato da una dieta durofaga, come altri mosasauri più specializzati (es. Globidens). Tuttavia, alcune specie (come P. currii) sono state descritte come predatori di grandi vertebrati marini, che utilizzavano i robusti denti e le forti mascelle per strappare pezzi di carne dalle prede.
La recente scoperta di due fossili quasi completi della specie P. overtoni, avvenuta in Alberta (Canada), ha offerto agli studiosi nuovi dati riguardo alle preferenze alimentari di Prognathodon. Un fossile, infatti, ha conservato al suo interno i contenuti dello stomaco: vi sono i resti di una tartaruga marina, pesci di dimensione di un tarpone e di una trota, e un possibile mollusco cefalopode (Konishi et al., 2011).